# Tom Gregory (chanteur)
 (juin 2020).
Thomas Gregory, dit Tom Gregory, est un auteur-compositeur-interprète anglais, né le 10 novembre 1995 à Blackpool (Angleterre).

## Biographie

### Enfance
Tom Gregory naît à Blackpool, en Angleterre. Élevé dans une famille de trois enfants, il se passionne pour la musique dès son plus jeune âge. Il chante et joue de la guitare depuis toujours. Son père refusant de lui en acheter une, il en vole une dans le collège où il étudiait. Durant son enfance, il est bercé par les chansons de Keane, George Benson ou encore Lionel Richie que son père écoutait. En grandissant, il adorait écouter Daft Punk, OneRepublic ou encore Phoenix, ce dernier étant selon lui « un des meilleurs groupes français de ces vingt dernières années »,. Il s'inspire des chansons produites par ces groupes et artistes afin de composer ses propres titres. 
Avant de se tenter à participer à un quelconque télé crochet, il poste des covers sur le réseau social YouTube.

### Carrière
En 2012, Tom Gregory apparaît pour la première fois dans la première saison de The Voice en Angleterre, mais n'accède pas aux étapes finales. En effet, les quatre coachs ne se sont pas retournés. Alors âgé de seize ans, cet échec ne l'a pas affaibli, au contraire, cet échec est même devenu une force. Il irait voir d'autres maison de disque, d'autres managers, ce n'était pas un problème et cela l'a énormément aidé pour la suite de sa carrière,.
En 2015, après sa défaite à The Voice, il apparaît dans la série The A Word, diffusée sur la chaine BBC. Cette série, basée sur la vie de parents découvrant les troubles autistiques (Trouble du spectre de l'autisme) de leur enfant, lui permet de faire ses premiers pas en tant qu'acteur. Il y interprète le personnage de Luke Taylor, ex-petit ami de Rebecca Hughes, la demi-sœur du personnage principal.
En 2017, il commence sa carrière musicale, en sortant son premier single Run to You. Sa popularité est principalement montée en Allemagne. Il a ensuite sorti cinq singles, fait deux tournées à travers l'Allemagne et soutenu A-ha en tournée en 2018.
En 2020, son single Fingertips atteint le Top 40 en Autriche et en Allemagne. Au printemps de la même année, dans Never Let Me Down, il chante  avec Vize, un groupe allemand fondé en 2018. Le 18 septembre, son premier album Heaven In A World So Cold sort,. En novembre, il est nommé dans la catégorie révélation internationale de l'année lors des Nrjmusicawards. Une autre chanteuse remporte le prix mais il obtient, quelques mois plus tard, une des étoiles de la nouvelle scène, cérémonie organisée par Virgin Radio.
Le 19 mars 2021, il sort le premier single River, issu de son prochain album. Il propose un challenge sur Instagram, où ses followers doivent inventer des paroles pour qu'il écrive une chanson, sortie seulement une semaine après sur son Tiktok. En avril 2021, Tom organise des rencontres Omegle avec ses fans puis décide de faire remporter une rencontre Zoom Zoom Video Communications à l'un d'entre eux. Le 10 septembre sort le second single Footprints, chanson issue de son prochain album. Le 13 septembre 2021, il annonce sa première tournée en Europe (France, Allemagne,  Belgique…). Elle commencera le 9 mai 2022 à Bruxelles en Belgique. Les places sont disponibles sur le site de Tom Gregory. 
Le 29 octobre 2021, sort son deuxième album, Things I Can't Say Out Loud, incluant notamment les titres River et Footprints.

## Discographie

### Album
- Heaven in a World So Cold (2020)
- Things I Can't Say Out Loud (2021)

### Singles
- 2017 : Run To You
- 2018 : Losing Sleep
- 2018 : Honest
- 2019 : Small Steps
- 2020 : Fingertips
- 2020 : Never Let Me Down
- 2020 : Pictures
- 2020 : Let It Be History
- 2020 : Rather Be You
- 2020 : By Your Side
- 2020 : Grow Up
- 2020 : Sink Or Swim
- 2020 : Far Away
- 2020 : What Love Is
- 2021 : River
- 2021 : Footprints

## Filmographie
- 2015 : The A Word : Luke Taylor (5 épisodes)

## Distinctions
| Année | Organisateur(s)  | Prix                                       | Résultat |
| ----- | ---------------- | ------------------------------------------ | -------- |
| 2020  | NRJ Music Awards | Révélation internationale de l'année       | Nommé    |
| 2020  | Virgin Radio     | Les Etoiles De La Nouvelle Scène           | Remporté |
| 2021  | NRJ Music Awards | Artiste Masculin internationale de l'année | Nommé    |